# 1040 (film)
 Ikke at forveksle med 1040.
1040 er en dokumentarfilm om Kristendommen i 10/40 Window. Filmen er fortalt af musikeren af Jaeson Ma, der rejser til flere lande heriblandt Kina, Sydkorea, Taiwan, Hong Kong, og Singapore. Ma beskriver væksten af Kristendommen i Asien som en af de største kristne vækkelser i historien.